# 徳田正満
徳田 正満（とくだ まさみつ）は、日本の工学者、工学博士。東京都市大学名誉教授。東京大学客員教授。通信工学の権威である。

## 来歴
北海道大学卒、同大学大学院工学研究科修士課程修了、同大学大学院工学研究科博士課程修了。1983年、北海道大学工学博士。論文の題は「多モード光ファイバの伝送特性測定法に関する研究 」。
NTT茨城電気通信研究所を経て九州工業大学教授、東京都市大学教授を歴任。IEC TC77国際議長を務めた経歴を持つ。
光ファイバーを実用化させた功労者として電子情報通信学会から表彰される。
また、科学情報出版発行の月刊EMC編集顧問を務める。